# Ray Gordy
Terry Ray Gordy, Jr. (Chattanooga, Tennessee, 23 de marzo de 1979) es un luchador profesional retirado estadounidense conocido por sus apariciones en la World Wrestling Entertainment, en la marca SmackDown!, bajo los nombres artísticos de Jesse y Slam Master J. Es hijo del legendario luchador Terry Gordy de los Fabulous Freebirds.

## Carrera
Gordy ha trabajado en varias empresas antes de trabajar para la WWE. Algunas de ellas son NWA Georgia y North American Wrestling Association. Tuvo algunos éxitos ganando algunos títulos de ambas promociones.
En 2001, Gordy se fue a Japón para luchar en la NOAH. Allí permaneció y luchó hasta 2002, cuando se unió a NAWA:Ring Champions en Georgia, donde formó un equipo junto con Nick Rampage y Jayson Phoenix, siendo conocidos como The New Varsity Club. A principios de 2003, Gordon formó un nuevo equipo junto a Iceberg Slim y Tank Norton, conocidos como los Extreme Freebirds. Durante ese tiempo tuvo unos cuantos combates contra sus anteriores compañeros Phoenix y Rampage, aparte de algunos grandes combates frente a A.J. Styles.

### World Wrestling Entertainment (2005-2010)

#### Deep South Wrestling (2005-2007)
En agosto de 2005, Gordy firmó un contrato de desarrollo con World Wrestling Entertainment y debutó en Deep South Wrestling a principios de 2006 como Ray Geezy, con un gimmick de rapero gangsta basado en Young Jeezy. Hizo equipo con Damien Steele, cuyo gimmick, totalmente opuesto al suyo, era el de un refinado y educado luchador. El dúo recibió el nombre de "Ebony & Ivory". En noviembre de 2006 empezó a hacer equipo con Henry O. Godwinn, luchando en un house show de SmackDown! contra Deuce 'N Domino, y cambió su nombre a Cousin Ray, siendo conocidos como The Godwinns.

#### 2007
En la edición de SmackDown! del 11 de mayo de 2007, Gordy hizo su debut como Jesse Dalton junto a Justice Dalton en un vídeo en el que se anunciaban como The Dalton Boys. El dúo apareció en varias luchas en Ohio Valley Wrestling, hasta que el 2 de junio de 2007 cambiaron sus gimmicks hillbillys a unos más tradicionales. Después de un tiempo, aparecieron en un vídeo de la WWE como Jesse & Festus el 29 de junio de 2007.
Jesse y Festus hicieron su debut en el ring el 5 de octubre de 2007 en SmackDown!, derrotando a Mike Tolar & Chad Collyder. Mostraron un nuevo gimmick hillbilly en el que, a diferencia del anterior, Festus era un retrasado mental que al tocar la campana del ring se convertía en un luchador agresivo y brutal, volviendo a su estado anterior con un nuevo toque de campana.
En la edición del 16 de octubre de 2007 de ECW, Jesse & Festus aparecieron en la marca como resultado de un intercambio de talentos entre los mánager generales de ECW y SmackDown!, Armando Estrada y Vickie Guerrero. El equipo derrotó en su primer combate a Elijah Burke & Nunzio. Más tarde, Jesse y Festus derrotaron a Deuce 'N Domino en Cyber Sunday, en un dark match.
Después de competir en varios dark matches más, Jesse & Festus sufrieron su primera derrota en la WWE el 8 de noviembre en SmackDown!, en una 10 Man Tag Team Battle Royal para elegir al equipo que competiría por los Campeonatos en Parejas de la WWE, contra Deuce 'n Domino, The Major Brothers, Jimmy Wang Yang & Shannon Moore y Drew McIntyre & Dave Taylor. Más tarde, sufrieron su segunda derrota en la empresa contra John Morrison & The Miz en la edición del 27 de noviembre de ECW, así como el 7 de diciembre en SmackDown!.

#### 2008
Después de un tiempo de descanso, nuevos vídeos fueron lanzados, protagonizados por Jesse, que decía estar buscando una cura para la situación de Festus. El equipo volvió a la acción el 8 de febrero de 2008 en SmackDown!, derrotando a Deuce 'n Domino. Festus apareció igual que antes, con la diferencia quizás de ser incluso más agresivo que antes. Más tarde, el dúo derrotó a John Morrison & The Miz en un combate no titular el 29 de febrero en SmackDown!. Recibieron una oportunidad por los títulos el 21 de marzo, pero fracasaron.
Jesse y Festus compitieron en The Great American Bash, luchando por los Campeonatos en Parejas de la WWE contra Curt Hawkins & Zack Ryder, John Morrison & The Miz y Finlay & Hornswoggle. Durante el resto de 2008, entraron en un feudo algo irregular con Miz y Morrison, cambiando de gimmick el 12 de septiembre en SmackDown. Ese día, el equipo llegó al ring con uniformes de trabajo, con una carretilla y transportando paquetes, presentándose como "MyMoving Company". Con tales personajes, atacaron a Kenny Dykstra y se lo llevaron en el carro tras empaquetarlo. Las semanas siguientes harían lo mismo con Ryan Braddock y con el set de "Carlito's Cabana", llevándose también al mismo Carlito. El gimnick representaba el cambio de SmackDown a MyNetworkTV; después de que esto ocurriese, volvieron a sus antiguos gimnicks.

#### 2009-2010
El 15 de abril de 2009, Festus fue cambiado a la marca RAW como consecuencia del Supplementary Draft, separándose el equipo al quedarse Jesse en SmackDown!. Después de un tiempo de inactividad, Gordy apareció en la edición del 3 de julio de SmackDown durante el segmento de Cryme Tyme "Word Up", presentando un nuevo gimmick de rapero similar a su viejo personaje Ray Geezy. El 24 de julio, Jesse fue oficialmente renombrado Slam Master J, derrotando a Charlie Haas el 7 de agosto. Más tarde, formó un equipo con Jimmy Wang Yang, manteniendo un corto feudo con The Hart Dynasty. Después, Slam Master J y su compañero aparecieron en la Battle Royal de WrestleMania XXVI, ganada por Yoshi Tatsu. El 22 de abril de 2010 fue despedido de la empresa. Tras ser despedido, no volvió a luchar, retirándose de la lucha libre.

## En lucha

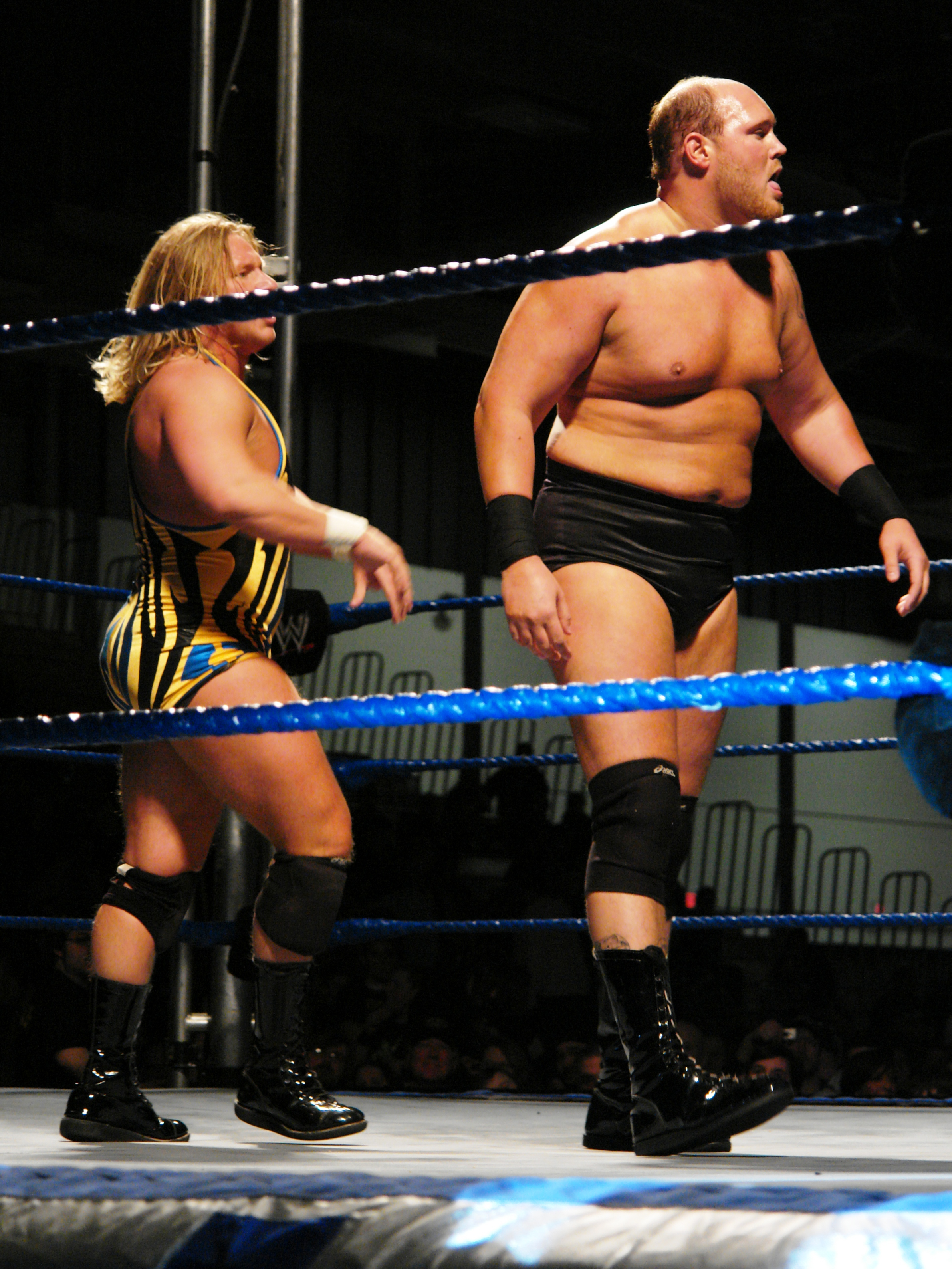
Jesse con su compañero de equipo Festus.

- Movimientos finales
  - ATL Leg Drop[21][22] (Diving leg drop, a veces a la nuca del oponente)
  - Asiatic Driver[1] (Sitout pumphandle Facebuster) - 2004-2007
  - Bridging german suplex[1] - 2004-2007
  - Diving high-angle senton bomb[1]
  - Diving splash[23]
  - Tiger Suplex

- Movimientos de firma
  - R.G. Spot[22] (Swinging leg hook fireman's carry slam)[21][24]
  - Diving crossbody
  - Running one-handed bulldog[25]
  - Tilt-a-whirl headscissors takedown
  - Dropkick,[26][27][24] a veces desde una posición elevada[28]
  - Lou Thesz press con punching combination[29]
  - Múltiples push up facebusters[25]
  - Varios tipos de suplex:
    - Bridging double chickwneing[1]
    - Bridging northern lights
    - Bridging leg hook belly to back
    - High-angle belly to back
    - Swinging cradle[1][27]
    - German[1]

  - Double foot stomp
  - Standing powerbomb - 2004-2007
  - Scoop slam[25]
  - Roundhouse kick[26]
  - Monkey flip[25]
  - Sunset flip, a veces en un slingshot[25]
  - Seated senton,[26] a veces desde una posición elevada[27]
  - Drop toehold[26][27][24]
  - Suicide dive

- Mánager
  - Al Getz

## Campeonatos y logros
- North American Wrestling Association
  - NAWA Heavyweight Championship (1 vez)
  - NAWA Junior Heavyweight Championship (1 vez)
- NWA Wildside
  - NWA Wildside Heavyweight Championship (1 vez)
  - NWA Wildside Junior Heavyweight Championship (1 vez)
- Pro Wrestling Illustrated
  - Situado en el N°147 en los PWI 500 del 2008[30]
  - Situado en el Nº165 en los PWI 500 de 2009[31]
  - Situado en el Nº299 en los PWI 500 de 2010[32]